# Força Delta
Força Delta (títol original: The Delta Force) és una pel·lícula d'acció de 1986, interpretada per Chuck Norris i Lee Marvin com a líders d'un esquadró de tropes d'elit de forces especials, basada en la vida real de la Força Delta de l'Exèrcit dels Estats Units. Dirigida per Meem Golan i co-protagonitzada entre d'altres per Martin Balsam, Joey Bishop, Robert Vaughn, Robert Forster, Shelley Winters i George Kennedy. Produïda a Israel, va ser l'última pel·lícula de Lee Marvin. Ha estat doblada al català.

## Argument
Uns terroristes àrabs segresten el vol 282 de l'aerolínia American Travelways, un Boeing 707 amb direcció Atenes-Roma-Nova York. Prenent als passatgers i tripulants com a ostatges, desvien l'avió a Beirut. El grup terrorista, l'Organització Revolucionària Nou Món, realitza demandes al govern dels Estats Units que si no són ateses acabarà en la mort de tots ells.
Després d'arribar a un acord els terroristes alliberen a les dones i els nens. La resta d'ostatges són transportats per la milícia que controla Beirut. A través d'un sacerdot ortodox la intel·ligència de l'exèrcit israelià prepara una operació per a l'alliberament dels ostatges.
Com a dada curiosa, cal destacar que les escenes inicials de la pel·lícula representen el final de l'operació Arpa d'Àguila, el fallit intent de rescat dels ostatges retinguts en l'ambaixada dels Estats Units a Iran.

## Repartiment
- Chuck Norris: Comandant Scott McCoy
- Lee Marvin: Coronel Nick Alexander
- Martin Balsam: Ben Kaplan
- Robert Forster: Abdul
- George Kennedy: Pare O'Malley
- Hanna Schygulla: Ingrid
- Bo Svenson: Capità Campbell
- Robert Vaughn: General Woodbridge
- Shelley Winters: Edie Kaplan
- William Wallace: Pete Peterson
- Charles Grant: Tom Hale
- Steve James: Bobby
- Assaf Dayan: Raffi Amir
- Joey Bishop: Harry Goldman
- Lainie Kazan: Sylvia Goldman
- Susan Strasberg: Debra Levine